# Cunaguaro Soul
Cunaguaro Soul foi uma banda de rock venezuelana formada em Caracas conformada por Gustavo Guerrero, Miguel Arellano e Rómulo Castillo.
Em 2009 tocaram no Patio Maravillas de Madri, Espanha. Nesse ano foram banda convidada no Festival Nuevas Bandas em Venezuela.

## Influência e estilo musical
A banda abarca géneros como o rock incorporando elementos do soul, sendo conceituados também experimentais. Têm-se-lhes descrito como influenciados por Dermis Tatú.
A revista canadiana Vice escreveu que Cunaguaro Soul foi «o power trío que o coroou (a Guerreiro) como a máxima esperança do rock» de seu país. El Diario escreveu de ellosː «Está conceituada como a banda de rock mais sugestiva do panorama musical venezuelano». Têm sido descritos também como uma banda de culto.

## Membros
- Gustavo Guerreroː guitarra e voz.
- Miguel Arellanoː baixo.
- Rómulo Castilloː bateria.

## Discografía
- Bienvenidos a este viaje (2007)
- Cunaguaro Soul (2008)